# Валђана (Форли-Чезена)
Валђана је насеље у Италији у округу Форли-Чезена, региону Емилија-Ромања.
Према процени из 2011. у насељу је живело 246 становника. Насеље се налази на надморској висини од 673 м.